# Hyojong av Joseon
Hyojong av Korea, född 1619, död 1659, var en koreansk monark. Han var kung av Korea 1649–1659. Han var son till kung Injo och Inryeol.

## Familj
Hyojong var gift med Inseon. 
Barn
1. Hyeonjong
2. Prinsessan Uisun